# Grabrovnik
Grabrovnik is een plaats in de gemeente Štrigova in de Kroatische provincie Međimurje. De plaats telt 390 inwoners (2001).